# Deutsche Poolbillard-Meisterschaft 1985 (Damen)
Die Deutsche Poolbillard-Meisterschaft 1985 war die fünfte Austragung zur Ermittlung der nationalen Meistertitel der Damen in der Billardvariante Poolbillard. Sie wurde in Aschaffenburg ausgetragen.
Es wurden die Deutschen Meisterinnen in den Disziplinen 14/1 endlos, 8-Ball und 8-Ball-Pokal ermittelt.

## Medaillengewinner
| Disziplin    | Gold                             | Silber                           | Bronze                              | 4. Platz                             |
| ------------ | -------------------------------- | -------------------------------- | ----------------------------------- | ------------------------------------ |
| 14/1 endlos  | Franziska Stark (1. Kölner PBSC) | Sylvia Buschhüter (PBC Lürrip)   | Angelika Braniecki (PBV Rhein Ruhr) | Erika Stanchli (PBV Rhein Ruhr)      |
| 8-Ball       | Klara Lensing (PBC Kelze Ente)   | Claudia Martens (PBC Kempen)     | Karen Scheffler (PBV Berlin)        | Regina Langenegger (PBC Rheinhausen) |
| 8-Ball-Pokal | Erika Stanchli (PBV Rhein Ruhr)  | Britta Hellebrand (PBC Knickers) | Sylvia Buschhüter (PBC Lürrip)      | Klara Lensing (PBC Kelze Ente)       |